# Georges Pauwels
Georges Marie Nestor Pauwels (* 30. Dezember 1879; † unbekannt) war ein belgischer Gespannfahrer.
Pauwels nahm an den Olympischen Sommerspielen 1900 in Paris teil. Er bestritt ein Wagenrennen in einem Vierspänner mit Pferden. Auch wenn das IOC den Wettbewerb des Gespannfahrens zunächst als „nicht-olympischen Wettbewerb“ kategorisierte, so war diese Disziplin offiziell integrierter Bestandteil der Sommerolympiade. Sie wird heute in den Ergebnisdatenbanken des IOC als „Medal Discipline“ (dt. „Medaillendisziplin“) geführt. Welchen Platz genau Pauwels belegt hatte, wurde nicht notiert, weil er nicht auf die ersten vier gekommen war und somit keine Medaille gewonnen hatte.